# Hades Almighty
Gli Hades Almighty sono un gruppo musicale progressive black metal norvegese.

## Storia degli Hades Almighty
Formatisi nel 1992 come "Hades", hanno dovuto poi cambiare nome per motivi di copyright. Il loro leader, Janto Garmanslund, si dice facesse parte del Black Metal Inner Circle. La band ha registrato quattro album in studio, l'ultimo dei quali con sonorità diverse dai precedenti.

## Formazione

### Formazione attuale
- Remi Andersen – batteria, percussioni, voce (1998-presente)
- Jørn Inge Tunsberg – chitarra, tastiere (1998-presente)
- Ask Ty – voce (2015-presente)

### Turnisti
- R.I.P. Meister – basso (2015-presente)

### Ex componenti
- Stig Hagenes – chitarra (1998-1999)
- Janto Garmanslund – voce, basso, tastiere (1998-2014)

### Hades
- Remi Andersen	– batteria, percussioni, voce (1992-1998)
- Jørn Inge Tunsberg –	chitarra, tastiere (1992-1998)
- Janto Garmanslund – voce, basso, tastiere (1992-1998)
- Stig Hagenes – chitarra (1994-1998)

### Ex componenti
- Wilhelm Nagel	– chitarra (1993-1994)

## Discografia

### Hades Almighty
- 1999 - Millennium Nocturne
- 2001 - The Pulse of Decay

#### EP
- 2015 - Pyre Era, Black!

#### Split
- 2016 - Той, хто говорить з імлою (One Who Talks with the Fog)/Pyre Era, Black! (con i Drudkh)

### Hades
- 1994 - ...Again Shall Be
- 1997 - The Dawn of the Dying Sun